# Saint-Romain-et-Saint-Clément
Saint-Romain-et-Saint-Clément es una comuna francesa situada en el departamento de Dordoña, en la región Nueva Aquitania.

## Demografía
| 325 | 295 | 260 | 309 | 332 | 357 | 329 |
| Para los censos de 1962 a 1999 la población legal corresponde a la población sin duplicidades (Fuente: INSEE [Consultar]) |     |     |     |     |     |     |